# Axiothella cirrifera
Axiothella cirrifera är en ringmaskart som först beskrevs av Langerhans 1881.  Axiothella cirrifera ingår i släktet Axiothella och familjen Maldanidae. Inga underarter finns listade i Catalogue of Life.